# Vestfoldbanen
La ligne du Vestfold (ou Vestfoldbanen en norvégien) est une ligne norvégienne de chemin de fer. Elle relie les villes de Drammen et Skien sur une distance de 148 km

## Histoire
Il est d'usage de définir la Vestfoldbanen comme la ligne reliant Drammen à Eidanger; la liaison Eidanger - Skien s'appelant Bratsbergbanen. À l'origine, la ligne fut appelée Grevskapsbanen ou Jarlsbergbanen. La section Drammen–Larvik fut mise en service le 13 octobre 1881, la section Larvik–Skien le 23 novembre 1882.
La ligne du Vestfold fait partie du triangle (Skien–Lillehammer–Halden) où se fait 90 % du trafic passagers en Norvège.

## Tableau des gares de la Vestfoldbanen
Voici un tableau exhaustif des gares et haltes ferroviaires existantes et ayant existé de la ligne du Vestfold.
```
* les noms en italique marquent les gares fermées au trafic passager.
* les PK marqués d'une astérisque sont des PK antérieurs à 
1957
.
```

| Gare          | Ouverture / Fermeture | PK      | Commune     | Divers                                                                                                   |
| ------------- | --------------------- | ------- | ----------- | --- |
| Drammen       | 1886                  | 52.86   | Drammen     | Correspondance avec ligne de Drammen et ligne du Sørland.                                                |
| Danvig        | 1936 / 1970           | 54.39   | Drammen     | |
| Fjellsbyen    | 1930 / 1970           | 56.60   | Drammen     | |
| Gunnerud      | 1928 / 1945           | 59.77*  | Drammen     | |
| Gunnarsrud    | 1883 / 1978           | 61.50   | Drammen     | |
| Skoger        | 1881 / 2001           | 63.11   | Drammen     | |
| Sande         | 1881                  | 72.86   | Sande       | |
| Øgarden       | 1928 / 1978           | 78.64   |             | |
| Smørstein     | 1921 / 1978           | 81.21   | Holmestrand | |
| Husdalen      | 1929 / 1970           | 82.94   | Holmestrand | |
| Tvilingbru    | 1935 / 1945           | 84.92   |             | |
| Holmestrand   | 1881                  | 86.09   | Holmestrand | |
| Nykirke       | 1881 / 1973           | 95.26   | Horten      | Le bâtiment de la gare a été détruit en 1989.                                                            |
| Skoppum       | 1881                  | 99.54   | Horten      | |
| Adal          | ?                     | ?       | Horten      | |
| Barkåker      | 1881 / 1978           | 108.42  | Tønsberg    | Evitement (jusqu'en 2011),.                                                                              |
| Tønsberg      | 1915                  | 115.68  | Tønsberg    | |
| Sem           | 1881 / 1971           | 121.06  | Tønsberg    | Evitement. . Malgré un incendie en 2013, la gare est utilisée pour le trafic de marchandises.            |
| Stokke        | 1881                  | 128.24  | Stokke      | |
| Stavnum       | 1928 / 1978           | 132.17  |             | |
| Torp Flyplass | 1953 / 1970           | 132.67  |             | |
| Tue           | 1929 / 1978           | 133.31  |             | |
| Råstad        | 1881 / 1978           | 134.97  |             | |
| Torp          | 2008                  | 135.10  | Sandefjord  | Correspondance pour l'Aéroport de Sandefjord.                                                            |
| Mjølløst      | 1929 / 1942           | 136.10* | Sandefjord  | |
| Unneberg      | 1928 /1978            | 136.69  | Sandefjord  | |
| Gokstad       | 1929 / 1978           | 137.56  | Sandefjord  | |
| Hosle         | 1929 / 1978           | 138.45  | Sandefjord  | |
| Sandefjord    | 1881                  | 139.52  | Sandefjord  | |
| Jåberg        | ?                     | ?       | Sandefjord  | |
| Lauve         | 1881 /1978            | 149.8   | Larvik      | Evitement. La gare s'appelait Tjødling jusqu'en 1894, puis Tjølling jusqu'en 1919 et Løve jusqu'en 1933. |
| Viksfjord     | ?                     | ?       | Larvik      | |
| Grøtting      | ?                     | ?       | Larvik      | |
| Larvik        | 1881                  | 158.6   | Larvik      | |
| Kjose         | 1882                  | 169.4   | Larvik      | |
| Eikenes       | 1899                  | 174.6   | Larvik      | Halte ferroviaire                                                                                        |
| Oklungen      | 1882                  | 182.1   | Porsgrunn   | |
| Bjørkedal     | ?                     | ?       | Porsgrunn   | |
| Eidanger      | 1882 / 1987           | 192.6   | Porsgrunn   | La gare est utilisée pour le fret.                                                                       |
| Porsgrunn     | 1882                  | 190.1   | Porsgrunn   | |
| Osebalkken    | ?                     | ?       | Porsgrunn   | |
| Borgestad     | 1916 / 2006           | 186.6   | Skien       | La gare est utilisée pour le fret.                                                                       |
| Eikonrød      | 1916 / 1973           | 183.84  | Skien       | |
| Skien         | 1917                  | 180.5   | Skien       | Correspondance avec la ligne de Bratsberg.                                                               |

En italique les gares fermées au trafic passager.

## Matériel roulant
Les locomotives faisant la liaison jusqu'à Skien sont assurées par des autorails de type BM70, des NSB type74 et des EL 18.